# Afrotheora argentimaculata
Afrotheora argentimaculata är en fjärilsart som beskrevs av Nielsen och Malcolm J. Scoble 1986. Afrotheora argentimaculata ingår i släktet Afrotheora och familjen rotfjärilar. Inga underarter finns listade i Catalogue of Life.